# Gestión de residuos
Se denomina gestión integral de residuos (también, gestión de residuos o manejo de residuos) al proceso que engloba las actividades necesarias para hacerse cargo de un residuo, como material que pierde su utilidad tras haber cumplido con su misión o servicio para el que fue producido. En otras palabras, el concepto de residuo se emplea como sinónimo de basura. 
Hay diversos tipos de residuos sólidos, como los que se generan en las ciudades (domésticos, residenciales, institucionales o comerciales), agrícolas o industriales (sectores productivos, industrias, polígonos industriales, sanitarios, etcétera). Los principales residuos son producidos por la actividad humana. 
Se considera residuo peligroso aquel residuo industrial o comercial que, por sus características tóxicas o peligrosas a causa de una gran 
concentración de riesgo, requieren un tratamiento específico y un control periódico de los efectos nocivos potenciales.

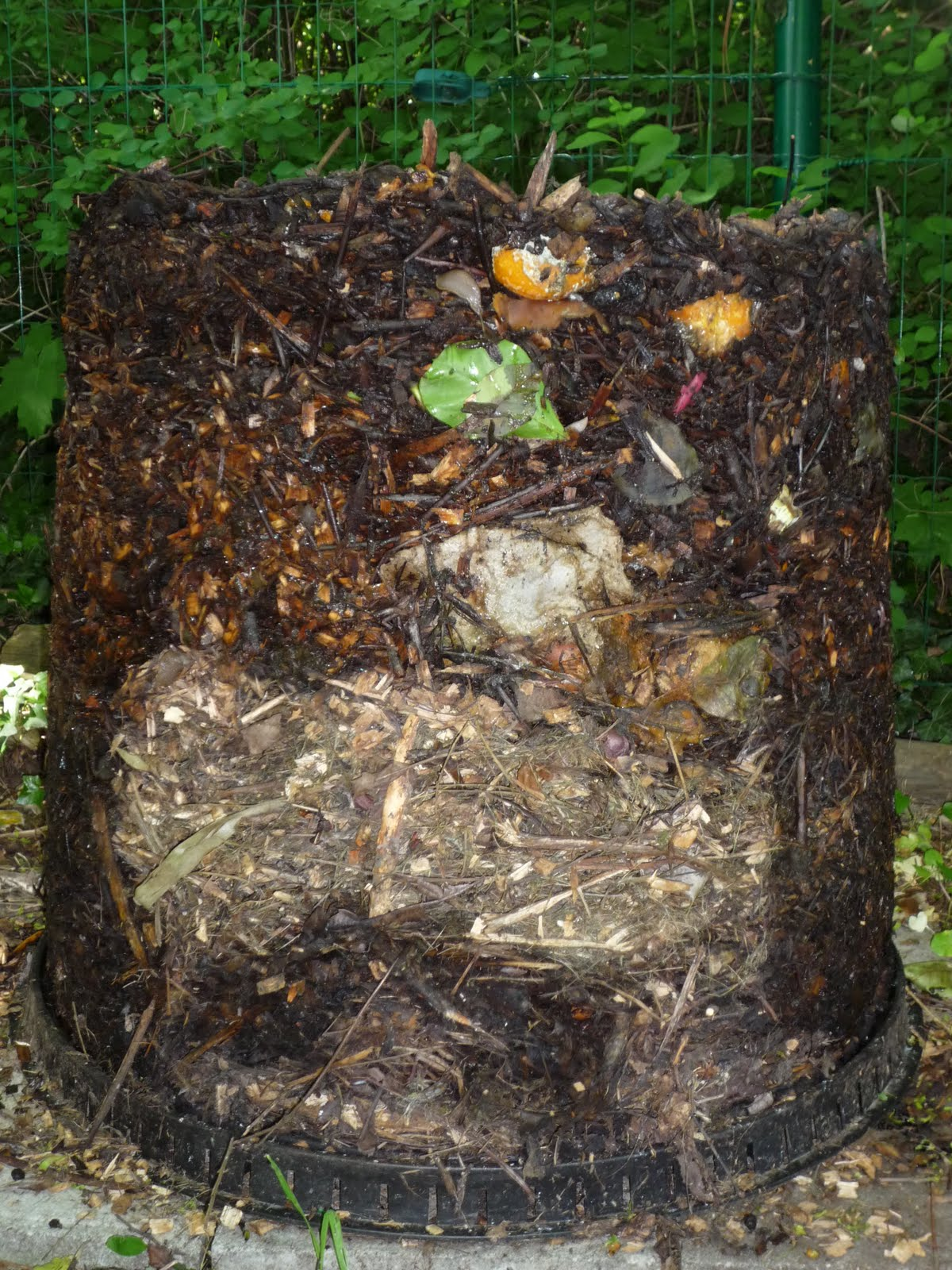
El compostaje es parte de la GIR

## Evolución histórica en el manejo de residuos
El primer paso para un manejo organizado de los residuos sólidos urbanos se dio en Estados Unidos a principios del siglo XX. Hasta ese momento, y dependiendo de los lugares,  los residuos eran vertidos en el suelo –enterrados o a cielo abierto–, se descargaban en cuerpos de agua, se incineraban o se entregaban, cuando eran restos de comida, para alimento de cerdos.
A comienzos de la década de los 40, en Nueva York y California se comenzó con el vertido controlado y, a través del ejército norteamericano, se implementaron programas para el control de vectores y prevención de enfermedades, al tiempo que se efectuaron modulaciones típicas de vertederos, adaptadas según distintos tamaños poblacionales.
En virtud de consideraciones económicas y ambientales, entre los años 40 y 70 surgió una nueva forma de administración de los RSU, denominada Gestión Iluminada, que se focalizó en el control de la generación, almacenamiento, recolección, transferencia, transporte, tratamiento y disposición final, con especial énfasis en los efectos ambientales y en la salud de la población.
A principios de la década de 1970, la creciente preocupación pública respecto del potencial de detrimento/reducción de los recursos naturales, y la necesidad de propender a su sustentabilidad,  motivó un cambio en el foco del gerenciamiento de los residuos sólidos. Este nuevo criterio fue direccionado hacia el estudio y análisis de los materiales existentes en los RSU a fin de establecer aquellos elementos que resultaban susceptibles de un uso beneficioso, fundamentalmente a través de la reutilización y el reciclaje.
Este proceso derivó en la figura, definitivamente instalada en los años 90, de la Gestión Integral de Residuos Sólidos Urbanos (GIRSU).  Específicamente en el capítulo 21,  “Manejo Ecológicamente Racional de los Residuos Sólidos”, la Agenda XXI de la Cumbre de Río 1992 enuncia los postulados que luego fueron retomados y enfatizados en la Cumbre de Johannesburgo 2002 y que pueden sintetizarse en los siguientes puntos:
- Minimización de la generación;
- maximización de la reutilización y el reciclado;
- tecnologías de eliminación, tratamiento y disposición final ambientalmente adecuadas, que incluyan recuperación de energía;
- ampliación del alcance de los servicios relacionados con los residuos;
- tecnologías de producción limpia y consumo sustentable;
- investigación, experimentación, desarrollo e innovación tecnológica sobre el reciclado, abono orgánico y recuperación de energía; y
- educación pública, participación y apoyo de la comunidad en la gestión de los residuos.

Si bien a nivel mundial los dos primeros tópicos trascendieron como las “3R: reducir, reutilizar  y  reciclar”,  en algunos países se ha popularizado la expresión  “Valorización de los residuos” para identificar el conjunto de actividades relacionadas con la puesta en valor de los materiales aprovechables contenidos en los desechos, a través de su segregación, recuperación de las corrientes residuales, clasificación, acondicionamiento, reutilización y reciclado.

## Gestión integral de residuos (GIR)
Por Gestión Integral de Residuos se entiende en Costa Rica al conjunto articulado e interrelacionado de acciones regulatorias, operativas, financieras, administrativas, educativas, de planificación, monitoreo y evaluación para el manejo de los residuos, desde su generación hasta la disposición final.
Una de las fuentes de construcción de esta teoría, es el modelo de la Gestión Integrada de Residuos Sólidos que según Abarca-Guerrero en artículo publicado en la revista Tecnología en marcha Vol. 28 N.º 2 del 2015, este modelo permite estudios de residuos de los sistemas complejos y multidimensionales de manera integral. El modelo fue creado por profesionales en ambiente y desarrollo urbano de WASTE (WASTE, 2004), los socios u organizaciones que trabajan en este tema en países en desarrollo a mediados de los años 80 y desarrollado aún más por el Grupo de Trabajo Colaborativo (CWG) sobre manejo de residuos a mediados de los años 90 (Anschütz et al., 2004). El GIRS reconoce la importancia de tres dimensiones al analizar, desarrollar o cambiar un sistema de gestión de residuos. Las dimensiones son: los actores sociales involucrados que tienen un interés en el manejo de residuos, los elementos o las etapas del movimiento o flujo de materiales desde los puntos de generación hasta el tratamiento y la disposición final y los aspectos o “lentes” a través de los cuales se analiza el sistema (Müller et al., 2002; Müller y Scheinberg, 2002; Zurbrügg et al., 2005; Zuilen, 2006; Consorcio ISSOWAMA, 2009; Wilson et al., 2009; Scheinberg et al., 2010a, 2011). Concluyen los autores que los aspectos a tomar en cuenta dentro de un sistema de Gestión Integral de Residuos son: generación y separación, recolección, transferencia y transporte, tratamiento, reciclaje y disposición final de los residuos.
La gestión de residuos puede abarcar sustancias sólidas, líquidas o gaseosas con diferentes métodos para cada una, por lo que no se puede hablar solamente de residuos sólidos para el caso de los residuos urbanos o residuos municipales, por ejemplo, pues en este caso, los residuos llamados sólidos se van transformando en el transcurso de las etapas, desde su generación hasta la disposición final liberando gases y dándose los lixiviados. Razón por la cual lo conveniente es llamar a este nuevo modelo como Gestión Integral de Residuos (GIR)
La gestión de residuos puede abarcar sustancias sólidas, líquidas o gaseosas con diferentes métodos para cada una, por lo que no se puede hablar solamente de residuos sólidos para el caso de los residuos urbanos o residuos municipales, por ejemplo, pues en este caso, los residuos llamados sólidos se van transformando en el transcurso de las etapas, desde su generación hasta la disposición final liberando gases y dándose los lixiviados. Razón por la cual lo conveniente es llamar a este nuevo modelo como Gestión Integral de Residuos (GIR)  
A la derecha se muestra una representación gráfica de este modelo elaborado por ARO | Asesoría en Recursos Organizacionales. Este modelo integra dentro del sistema a la gestión que realizan personas u organizaciones de sus propios residuos, como lo es el caso del compostaje, tomando en cuenta en el modelo, la separación en la fuente y el tratamiento o disposición realizado a nivel de unidades o grupos habitacionales. También ayuda a visualizar de una manera integrada los servicios municipales de gestión de residuos teniendo en cuenta el principio de la jerarquía en la gestión de los residuos.

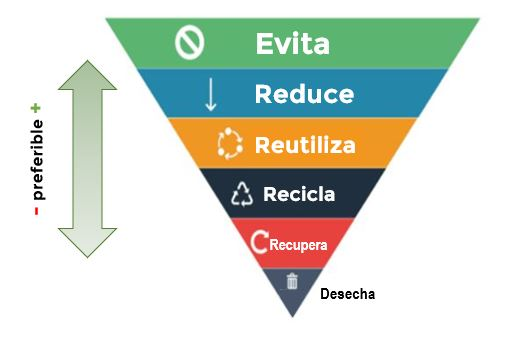
La jerarquía de gestión de residuo empieza por la prevención y la reducción.

Los avances en gestión de residuos centran sus esfuerzos en reducir los efectos perjudiciales en la salud humana y en el entorno, aunque actualmente se trabaja no solo para reducir los efectos perjudiciales ocasionados al medio ambiente sino para recuperar los recursos del mismo.
Los residuos son generalmente producidos por la actividad humana, tanto en el ámbito doméstico, como en el comercial o industrial.
La clasificación de los residuos se hace basándose en varios aspectos como lo es por su origen, por su composición, por su estado, por la forma de tratamiento.

## Clasificación de residuos
Los residuos se pueden clasificar según su origen o según su composición.
Según su origen podemos encontrar:
- Domésticos: generados en los hogares
- Comerciales: generados en los comercios
- Industriales: generados en las industrias y fábricas
- Biorresiduos: residuos biodegradables de jardines y parques, residuos alimenticios y de cocina
- De la construcción: todos los generados en obras de reforma y construcción
- Sanitarios: generados en los hospitales
- Mineros: residuos generados en las actividades de extracción y minería
- Radioactivos: residuos generados en actividades que trabajan con elementos químicos radioactivos.

Según su composición podemos encontrar:
- Residuos orgánicos: es cualquier residuo de origen biológico, como plantas o alimentos
- Residuos inorgánicos: es cualquier residuo que no sea biológico, como un plástico o metal
- Mezclas de residuos: es una fracción de residuos que mezcla las dos anteriores
- Residuos peligrosos: es cualquier residuo con potencial altamente tóxico o peligroso, como disolventes, pinturas,...

La gestión de residuos abarca también la gestión de residuos peligrosos.
La gestión de residuos difiere para países desarrollados y en desarrollo, para zonas urbanas y rurales, residenciales, industriales y productores comerciales. La gestión de desechos no peligrosos para zonas residenciales y/o en áreas metropolitanas generalmente es responsabilidad del gobierno local, mientras que para desechos no-peligrosos provenientes de la industria es responsabilidad del propio generador de residuos.

## Residuos domésticos
Los residuos domésticos o domiciliarios, también conocidos como basura sólida, se generan a partir de las actividades diarias de los seres humanos. Incluyen restos de comida, plásticos, papel y materiales de embalaje. La disposición inadecuada de los residuos sólidos de los hogares contribuye a la contaminación ambiental y al desbordamiento de los vertederos. Las prácticas de gestión de residuos sólidos, como el reciclaje y el compostaje, ayudan a minimizar la acumulación de residuos.
Con la urbanización, el volumen de residuos sólidos generado por los hogares está aumentando. Muchos países están implementando programas de separación de residuos para fomentar la correcta disposición de los residuos sólidos. Clasificar los desechos en el origen asegura que los materiales reciclables no se mezclen con la basura general, reduciendo así los residuos destinados a vertederos.

La eficiencia de la gestión de este tipo de residuos consiste entre otras acciones, en reducir al mínimo la cantidad de desechos enviados al vertedero. Estos esfuerzos incluyen el reciclaje, convertir los desechos en energía, diseñando productos que usen menos material, y la legislación que confiere por mandato a los fabricantes se hagan responsables de los gastos de disposición de productos y del embalaje (mirar la Administración de Producto y la Responsabilidad de Productor Ampliada). Por ejemplo en la ecología industrial, donde se estudian los flujos de materiales entre industrias, los subproductos de una industria pueden ser una materia útil a otra, lo que redunda en una disminución de los desechos finales.
Los sistemas de tratamiento incluyen las operaciones con el objeto de modificar las características físicas, químicas o biológicas de un residuo para reducir o neutralizar las sustancias peligrosas que contiene, recuperar materias valorizables, facilitar el uso como fuente de energía o adecuar el rechazo para su posterior tratamiento finalista.
Los tratamientos que pueden recibir los residuos domésticos son:
1. Reutilización
2. Compostaje
3. Biogás
4. Tratamientos mecánicos para su separación y clasificación
5. Incineración
6. Pirólisis
7. Gasificación
8. Depósito en vertedero

## Conceptos en la gestión de residuos
Existen una serie de conceptos sobre la gestión de residuos, los cuales puede diferir en su uso entre diferentes regiones.
Las 3R: Reducir, Reutilizar, Reciclar clasifican la estrategia del tratamiento del residuo acorde con su conveniencia. Esta jerarquía ha tomado muchas formas desde la pasada década, pero el concepto básico se ha mantenido: estrategias para reducir los residuos. El objetivo de la jerarquía del residuo es conseguir el máximo beneficio práctico de los productos y en generar la mínima cantidad posible de residuos.
Algunos expertos en la gestión de residuos han incorporado recientemente una 'cuarta R': "Re-Think" (Re-planteamiento), con el significado implícito de que el actual sistema puede tener defectos, y de que el sistema efectivo para la gestión de residuos podría necesitar una forma totalmente nueva de "mirar" los residuos. Alguna de las soluciones "Re-Think" podrían ser contraintuitivas, como una fábrica de corte de patrones que genere residuos de corte ligeramente mayores -- que permitiría ser usados para cortar piezas más pequeñas del patrón, resultando en una disminución del residuo neto. Este tipo de solución en ningún caso limita a la industria de la confección. 
La reducción desde el origen implica un esfuerzo para reducir los residuos peligrosos y otros materiales modificando la producción industrial. Los métodos para la reducción desde el origen implica cambios en la tecnología de fabricación, entradas de materia prima, y la formulación del producto. A veces, el término "prevención de la contaminación" puede referirse a la reducción desde el origen, aunque esto actualmente no esté sirviendo para nada.
En España la legislación sobre los residuos establece estas otras definiciones:
1. «Residuo»: cualquier sustancia u objeto que su poseedor deseche o tenga la intención o la obligación de desechar.
2. «Biorresiduo»: residuo biodegradable de jardines y parques, residuos alimenticios y de cocina procedentes de hogares, restaurantes, servicios de restauración colectiva y establecimientos de venta al por menor; así como, residuos comparables procedentes de plantas de procesado de alimentos.
3. «Prevención»: conjunto de medidas adoptadas en la fase de concepción y diseño, de producción, de distribución y de consumo de una sustancia, material o producto
4. «Productor de residuos»: cualquier persona física o jurídica cuya actividad produzca residuos (productor inicial de residuos) o cualquier persona que efectúe operaciones de tratamiento previo, de mezcla o de otro tipo, que ocasionen un cambio de naturaleza o de composición de esos residuos.
5. «Gestor de residuos»: la persona o entidad, pública o privada, registrada mediante autorización o comunicación que realice cualquiera de las operaciones que componen la gestión de los residuos, sea o no el productor de los mismos.
6. «Valorización»: cualquier operación cuyo resultado principal sea que el residuo sirva a una finalidad útil al sustituir a otros materiales, que de otro modo se habrían utilizado para cumplir una función particular, o que el residuo sea preparado para cumplir esa función en la instalación o en la economía en general.
7. Preparación para la reutilización»: la operación de valorización consistente en la comprobación, limpieza o reparación, mediante la cual productos o componentes de productos que se hayan convertido en residuos se preparan para que puedan reutilizarse sin ninguna otra transformación previa.
8. Reciclado»: toda operación de valorización mediante la cual los materiales de residuos son transformados de nuevo en productos, materiales o sustancias, tanto si es con la finalidad original como con cualquier otra finalidad.
9. «Eliminación»: cualquier operación que no sea la valorización, incluso cuando la operación tenga como consecuencia secundaria el aprovechamiento de sustancias o energía.
10. Los Sistemas Colectivos de Responsabilidad Ampliada del Productor (SCRAP), también conocidos como pago del "puntos verdes",[8]  son organizaciones sin ánimo de lucro constituidas por los fabricantes e importadores de aparatos eléctricos y electrónicos (AEE) cuyo objetivo es canalizar la correcta gestión de los residuos de aparatos eléctricos y electrónicos (RAEE). El SCRAP puede tener modulaciones.

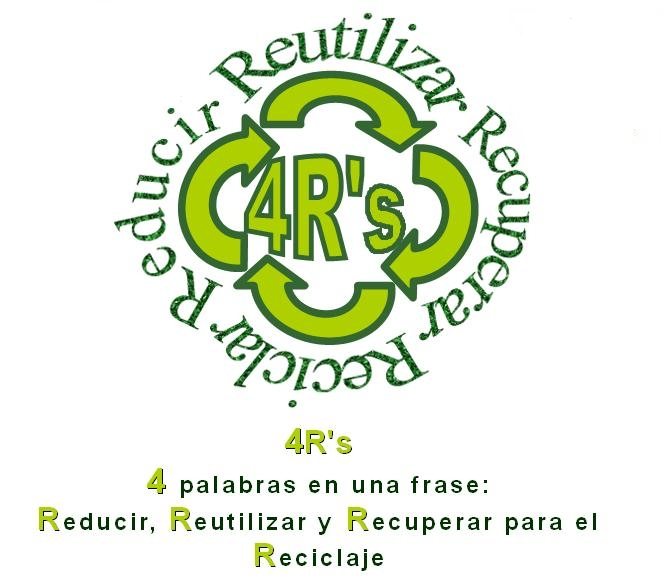
www.ReciclajeCostaRica.com

### Recuperación de recursos
Una idea relativamente reciente en la gestión de residuos es tratar el material de desecho como un recurso para ser explotado, en vez de simplemente como un problema que hay que eliminar. Hay diferentes métodos según los recursos que pueden ser extraídos de los residuos: los materiales pueden ser extraídos y reciclados, o el contenido calorífico de los residuos puede ser convertido en electricidad.
El proceso de extraer recursos de los residuos se denomina de varias formas: recuperación secundaria de recursos, reciclaje, etc. La práctica de tratar materiales de desecho como un recurso se hace más común, sobre todo en áreas metropolitanas donde el espacio para nuevos vertederos se hace más escaso. Hay también un conocimiento creciente de que la eliminación sin más es insostenible a largo plazo, ya que hay un suministro finito de la mayor parte de materias primas.
Hay una serie de métodos de recuperación de recursos, con nuevas tecnologías y métodos que están siendo desarrollados continuamente.
En algunas naciones en desarrollo la recuperación de recursos todavía se realiza mediante mano de obra manual que tamiza la basura no segregada para recuperar el material que puede ser vendido en el mercado de reciclaje. Estos trabajadores no reconocidos son parte del sector informal, pero tienen un papel significativo en la reducción de los residuos sólidos urbanos (RSU).
Hay una tendencia creciente en reconocer su contribución al Medio Ambiente y hay esfuerzos para intentar integrarlos en los sistemas de gestión de residuos formales, que son útiles tanto para ser rentables como para ayudar en el alivio de la pobreza urbana (empleo). Sin embargo, el alto coste humano de estas actividades incluyendo la enfermedad, los accidentes y la esperanza de vida reducida por el contacto con materiales tóxicos o infecciosos no sería tolerable en un país desarrollado.
En España este concepto ya está recogido en la legislación sobre residuos, en concreto en el artículo 4 de la Ley 22/2011, de 28 de julio, de residuos y suelos contaminados, que dice así:

Una sustancia u objeto, resultante de un proceso de producción, cuya finalidad primaria no sea la producción de esa sustancia u objeto, puede ser considerada como subproducto y no como residuo cuando se cumplan las siguientes condiciones:

a) Que se tenga la seguridad de que la sustancia u objeto va a ser utilizado ulteriormente,
b) que la sustancia u objeto se pueda utilizar directamente sin tener que someterse a una transformación ulterior distinta de la práctica industrial habitual,
c) que la sustancia u objeto se produzca como parte integrante de un proceso de producción, y

d) que el uso ulterior cumpla todos los requisitos pertinentes relativos a los productos así como a la protección de la salud humana y del medio ambiente, sin que produzca impactos generales adversos para la salud humana o el medio ambiente.

## Reciclaje
El reciclaje significa recuperar para otro uso un material que de otra manera sería considerado un desecho. El significado popular de reciclaje en la mayor parte de países desarrollados ha venido refiriéndose al almacenaje y reutilización de artículos desechables de uso diario. Estos se recogen y clasifican en grupos homogéneos, de modo que puedan usarse otra vez su materia prima (reciclado).
En los países desarrollados, los artículos de consumo más comúnmente reciclados incluyen latas de bebida de aluminio, acero, alimento y latas de aerosol, HDPE (Polietileno de Alta Densidad) y envases PET plásticos, botellas de cristal y tarros, cartón, papel (periódicos, revistas, etc). 
Otros tipos de plástico (cloruro de polivinilo, LDPE, PP, y PS: mirar el código de identificación de resina) son también reciclables, aunque a menudo no se recogen separadamente. Por lo general, estos artículos se componen de un solo tipo de material, haciéndolos relativamente fáciles de reciclar en nuevos productos.
Según datos del Instituto Nacional de Estadística, en España se reciclaron en el año 2012, y por este orden:
| Residuo reciclado      | Cantidad (miles de toneladas) | % sobre el total |
| ---------------------- | ----------------------------- | ---------------- |
| Metálicos              | 10.108                        | 42               |
| Papel y cartón         | 4.920                         | 20,5             |
| Animales y vegetales   | 2.183                         | 9,1              |
| Madera                 | 1.218                         | 5,1              |
| Vidrio                 | 1.145                         | 4,8              |
| Plástico               | 1.062                         | 4,4              |
| Químicos               | 1.035                         | 4,3              |
| Residuos de separación | 933                           | 3,9              |
| Equipos desechados     | 855                           | 3,6              |
| Otros                  | 588                           | 2,3              |

## Técnicas para la gestión de residuos
La gestión de los residuos urbanos, industriales y comerciales tradicionalmente han consistido en la recolección, seguido por la disposición en vertedero. Dependiendo del tipo de residuo y el área, el proceso puede continuar con un tratamiento específico. Este tratamiento puede consistir en reducir su peligrosidad, recuperar material para el reciclaje, producir energía, o reducir su volumen para una disposición más eficiente.
Los métodos de recolección varían ampliamente entre países diferentes y regiones, y sería imposible describir todos ellos. Por ejemplo, en España existen desde el típico cubo de plástico que es recogido diariamente por un camión hasta un sistema de recolección neumática que aspira los desechos a una velocidad de 100 km/h hasta un centro de transferencia donde es recogida por los medios de transporte convencionales. Muchas áreas, sobre todo aquellas menos desarrolladas, no tienen un sistema de recolección formal en el lugar.
Otro métodos son los de recogida de residuos puerta a puerta, recogidas específicas de residuos (pilas, medicamentos, aceites, aparatos eléctricos y electrónicos) y la utilización de puntos limpios.
Los métodos de disposición también varían extensamente. En Australia, el método más común de disposición de basura sólida son los vertederos, por ser un país grande con una densidad de población baja. Por contraste, en Japón es más común la incineración, al ser un país pequeño y con escaso terreno libre.
Una vez recogidos los residuos en sus diferentes fracciones se transportan hasta sus destinos finales que pueden ser destino de valorización de residuos o de eliminación de residuos.
Los primeros, son instalaciones cuyo objetivo es recuperar en la medida de lo posible los materiales mediante su reciclaje o la recuperación de energía.
Las instalaciones de eliminación son destinos como depósitos controlados o vertederos o incineradoras.

### Vertedero
Depositar los residuos en un vertedero (también llamado basurero o, por influencia del inglés, relleno sanitario) es el método más tradicional de gestionarlos, y se mantiene como una práctica común en la mayor parte de países. Históricamente, los vertederos se establecían en canteras en desuso, minas abandonadas, etc.
Un vertedero correctamente diseñado y bien gestionado puede ser un método higiénico y relativamente barato de gestionar desechos de una forma que reduce al mínimo su impacto sobre el entorno local. Vertederos más viejos, mal diseñados o mal gestionados pueden generar un impacto ambiental adverso como la basura arrastrada por el viento, la atracción de insectos, y la generación de lixiviados que pueden contaminar aguas subterráneas. Otro subproducto de los vertederos es el gas de vertedero (compuesto sobre todo de gas metano y dióxido de carbono), que se produce al descomponerse los restos orgánicos de la basura. Este gas puede crear problemas de olor, mata a la vegetación de superficie, y es un gas de efecto invernadero.
Las características de diseño de un vertedero moderno incluyen métodos de contener lechadas, como la arcilla o el plástico que raya el material. La basura se comprime para aumentar su densidad y se cubre, mediante capas de tierra, para prevenir atraer animales (como ratones o ratas) y reducir la cantidad de basura arrastrada por el viento. En muchos vertederos también se instala un sistema de extracción de gas, mediante tubos perforados, después de su cierre para extraerlo de los materiales en descomposición. El gas se bombea fuera del vertedero por conductos y se quema en un motor de explosión para generar electricidad. Prender el gas es una solución ambiental mejor que soltarlo directamente a la atmósfera, ya que esto elimina el metano, que es un gas de efecto invernadero mucho más nocivo que el dióxido de carbono.
Otro problema importante es que los ayuntamientos, sobre todo de áreas urbanas, encuentran muy difícilmente terrenos para establecer nuevos vertederos debido a la oposición de los propietarios de las parcelas colindantes. Pocas personas quieren un vertedero junto a su parcela. Por lo tanto, la recogida de residuos sólidos se ha hecho más cara, ya que los desechos deben transportarse más lejos para su deposición (o ser gestionados por otros métodos).
Este hecho está aumentando la preocupación por el impacto ambiental debido al excesivo consumo de productos, y ha dado lugar a grandes esfuerzos por reducir al mínimo la cantidad de desechos enviados al vertedero. Estos esfuerzos incluyen el reciclaje, conversión de los desechos en energía, diseño de productos que usen menos material, y la legislación obliga a los fabricantes a que se hagan responsables de los gastos de retirada de productos y del embalaje (mirar la Administración de Producto y la Responsabilidad de Productor Ampliada). Por ejemplo en la ecología industrial, donde se estudian los tráficos de materiales entre industrias, los subproductos de una industria pueden ser una materia prima para otra, lo que redunda en una disminución de los desechos finales.
Algunos futurólogos han pronosticado que los vertederos podrían ser algún día excavados: ya que algunos recursos se hacen cada vez más escasos, podría ser rentable excavar estos vertederos para obtener materiales que antes fueron desechados por carecer de valor. Una idea relacionada con esto es el establecimiento de un vertedero 'selectivo' que contiene solo un tipo de desechos (por ejemplo neumáticos de vehículos), como un método de almacenaje a largo plazo.

### Incineración
La incineración es un método de recogida de basuras que implica la combustión de la basura a altas temperaturas. La incineración y otros sistemas de tratamiento a altas temperaturas son descritos como "tratamiento térmico". En efecto, la incineración de materiales de desecho convierte la basura en calor, emisiones gaseosas y ceniza residual sólida. Otros tipos de tratamiento térmico incluyen pirólisis y gasificación.
Una planta de generación de energía de residuos, o Waste-to-Energy (WtE), es un término moderno para un incinerador que quema desechos en un horno de alta eficacia para producir vapor y/o electricidad e incorpora sistemas de control de contaminación del aire modernos y monitores de emisión continuos. A veces llaman este tipo de incinerador una energía-desde-basura (energy-from-waste o EfW).
La incineración es popular en países como Japón donde la tierra es un recurso escaso. Suecia ha sido un líder en la utilización de energía generada por incineración desde 1985. Dinamarca también hace un uso extensivo de la incineración WtE en generación de calor y electricidad que se utiliza para calefacción urbana.
La incineración se realiza tanto para una pequeña escala, como para una escala mayor como la industria. Es reconocido como un método práctico de eliminar ciertos materiales de desecho peligrosos (como los desechos biológicos de los hospitales), aunque esto sea un método polémico en muchos sitios debido a cuestiones como la emisión de residuos contaminantes gaseosos.

### Tecnología Residuo Cero
Consiste en la construcción, puesta en marcha y auditoría de una planta procesadora para la disposición final de Residuos Sólidos Urbanos. Los residuos sólidos urbanos, en la nueva Ley de Residuos (Ley 10/1998, del 21 de abril, de Residuos) utilizando los mismos como insumos de un proceso productivo, en este caso, materiales para la construcción, pavimentación, obras de infraestructura, etc.
En dicha planta, los R.S.U. se preseleccionan según su composición. Por un lado, se apartan para su reciclado metales, aluminio, vidrios, papel, cartón, plásticos, y por el otro, aquellos R.S.U. susceptibles de ser transformados en materiales de construcción (orgánicos, escombros, maderas, gomas, etc.), mediante el método de solidificación y estabilización de residuos. La solidificación y estabilización se logra aplicando el sistema denominado microencapsulado. Este último consiste en mezclar, amasar, moldear y conformar los R.S.U. no reciclables con un aglomerante que actúa como confinador a través de un proceso adecuado. Al producto obtenido mediante este proceso se lo denomina “Compound” . El mismo tiene igual o mejores características que sus similares para la obtención de materiales de construcción y a un costo sensiblemente menor.

### Compostaje y digestión anaerobia
La materia orgánica se descompone por vía aeróbica (compostaje), con alta presencia de oxígeno o por vía anaeróbica (metanización), con nula o muy poca presencia de oxígeno.
El compostaje consiste en la descomposición aeróbica (con oxígeno) de residuos orgánicos como restos vegetales, animales, excrementos y purines, por medio de la reproducción masiva de bacterias aerobias termófilas que están presentes en forma natural en cualquier lugar. El material orgánico resultante se puede reciclar como abono para agricultura.
Hay una gran variedad de métodos de compostaje y metanización y métodos híbridos con fases aerobia y anaerobia.
El mayor problema de este método, consiste en estar seguro de que los residuos orgánicos sean limpios, es decir, que no contengan ninguna sustancia (p.e.: metales pesados) que pueda afectar a la salud si pasa a la cadena alimentaria a través de la agricultura.

### Tratamiento mecánico biológico
El tratamiento mecánico biológico (TMB) es un tipo de tecnología que combina la clasificación mecánico y el tratamiento mecánico biológico de los residuos. TMB también es llamado a veces TBM -Tratamiento Biológico Mecánico - aunque esto simplemente se refiere al orden del tratamiento.
El elemento "clasificación mecánica" puede ser una cinta. Aquí se separan de ser residuos peligrosos como aceites pilas de coches etc., elementos reciclables de la cadena de residuos que pueden ser variados (como metales, plásticos y cristal) o los procesa para producir un combustible de alto poder calorífico, denominado Combustible Sólido Recuperado (CSR) que puede ser usado en hornos de cemento o centrales eléctricas. Los sistemas que son configurados para producir CSR incluyen Herhofand Ecodeco. También existe la forma de usar los residuos con alto valor calorífico directo como sustitución de combustible. Es una idea falsa común que todos los procesos de TMB producen CSR. No es así. Algunos sistemas como ArrowBio simplemente recuperan los elementos reciclables de la basura en una forma que luego pueden ser utilizados para el reciclaje. El tratamiento mecánico se refiere a la homogeneización de los desechos para su tratamiento biológico.
El elemento "biológico" se refiere a la digestión anaerobia o aerobia. En caso de puros desechos orgánicos se habla de compostaje (ve arriba). La digestión anaerobia "degrada" los componentes biodegradables de la basura para producir biogás. El biogás puede ser usado para generar energía renovable. Procesos más avanzados como el Proceso de ArrowBio permiten una gran producción de gas y energía verde sin la producción de CSR. Esto es gracias al procesamiento de los residuos en el agua. Biológico también puede referirse a una degradación aerobia en que la parte orgánica de los residuos es tratado con microorganismos aeróbicos, eliminando así el potencial de peligro al medio ambiente y a la salud humana. Además por la degradación de los orgánicos a dióxido de carbono y vapor carece de biogás. Por la carencia total de biogás este proceso es muy recomendable para un mecanismo de desarrollo limpio.
Con la combustión de la fracción con alto valor calorífico se puede producir energía verde en incineradoras especiales. Por la ausencia de alta tecnología se deja elaborar bonos de carbono en una forma segura y una inversión mínima.

### Pirólisis y gasificación
La pirólisis y la gasificación son dos formas de tratamiento térmico en las que los residuos se calientan a altas temperaturas con una cantidad de oxígeno limitada. El proceso se lleva a cabo en un contenedor sellado a alta presión. Convertir el material en energía es más eficiente que la incineración directa, se genera energía que puede recuperarse y usarse, mucha más que en la combustión simple.
La pirólisis de los residuos sólidos convierte el material en productos sólidos, líquidos y gaseosos. El aceite líquido y el gas pueden ser quemados para producir energía o refinado en otros productos. El residuo sólido puede ser refinado en otros productos como el carbón activado.
La gasificación es usada para convertir materiales orgánicos directamente en un gas sintético (syngas) formado por monóxido de carbono e hidrógeno. El gas se puede quemar directamente para producir vapor o en un motor térmico para producir electricidad. La gasificación se emplea en centrales eléctricas de biomasa para producir la energía renovable y calor.

## Gestión de residuos peligrosos
Los residuos peligrosos son dañinos para la salud humana y el medio ambiente. Su gestión es bastante diferente a la de cualquier residuo considerado no peligroso; para el caso del residuo peligroso, la acción química conducente a inertizar los residuos constituyen la base de los tratamientos.  
En España y según su legislación, para que un residuo sea considerado como peligroso debe reunir una o varias de las siguientes características: 
1. Explosivo
2. Oxidante
3. Fácilmente inflamable
4. Inflamable
5. Irritante
6. Nocivo
7. Tóxico
8. Cancerígeno
9. Corrosivo
10. Infeccioso
11. Tóxico para la reproducción
12. Mutagénico
13. Sensibilizante
14. Ecotóxico
15. Residuos susceptibles, después de su eliminación, de dar lugar a otra sustancia por un medio cualquiera

El manejo de los residuos peligrosos incluye, en general, la prevención, tratamiento y deposición final. La prevención consiste en la reducción de residuos y su volumen; el tratamiento tiene como finalidad reducir su peligrosidad y toxicidad; y la deposición final se refiere a los mecanismos adecuados para prevenir riesgos al ambiente y a la salud humana.
Antes de efectuar la deposición de cualquier residuo peligroso se debe:
- Separar y concentrar los constituyentes peligrosos en un volumen reducido.
- Estabilizar y solidificar el residuo para evitar su liberación al ambiente.
- Disminuir la toxicidad del residuo, en lo posible.

El adecuado manejo de los residuos peligrosos debe realizarse por empresas que cuenten con personal debidamente capacitado y con equipos y la tecnología necesaria para hacer un adecuado manejo y gestión de estos residuos, evitando el riesgo para la población y el ambiente. El manejo inadecuado de los residuos peligrosos representa importantes riesgos al ambiente y a la salud de la población.
Su procedencia es casi exclusivamente de la industria química pesada, la agroindustria (pesticidas), la industria forestal (preservantes), la gran minería (elementos tóxicos extrínsecos) y los hornos de fundición asociados a la minería cuya tasa de emisión de contaminantes a los biotopos son altísimas. Las leyes sanitarias y medioambientales de muchos países desarrollados o en vías de desarrollo que tienen políticas sustentables, obligan a este tipo de industrias a entregar sus residuos en empresas autorizadas para su deposición final.
Para el caso de los residuos peligrosos, el tratamiento consiste en someter a cierta clase de residuos peligrosos a una serie de reacciones químicas y físicas para convertirlos en sustancias inertes, realizando co-tratamientos previos a la deposición en un depósito de seguridad construido de modo semejante al de los residuos domiciliarios pero reforzado en algunos aspectos técnicos. La gestión final o cierre del depósito es algo diferenciado a aquel que está destinado a los domiciliarios.

## La fiscalidad de los residuos
La fiscalidad de los residuos consiste en la utilización de impuestos, tasas y otros instrumentos económicos para incentivar una reducción de los mismos. Los sistemas de depósito, devolución y retorno son una de las mejores formas de hacer efectivo el principio de responsabilidad del productor y garantizar altos niveles de recuperación. A continuación se muestran los principales tipos de instrumentos existentes:

### Instrumentos de fiscalidad
- Ámbito estatal o autonómico: desde el ámbito estatal se pueden desarrollar impuestos ecológicos sobre determinados productos. También se pueden crear impuestos sobre vertederos e incineradoras.
- Ámbito local: los municipios pueden implantar tasas de basuras de pago por generación de residuos.